# Nostramo

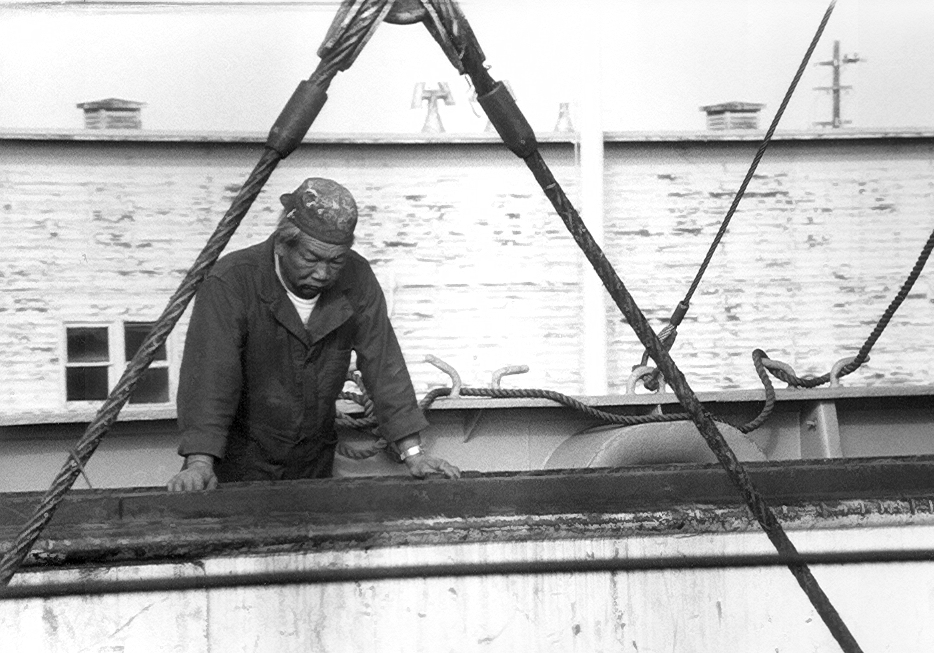
Nostramo exercint les seves funcions

El nostramo o també contramestre és en l'actualitat la persona encarregada de conduir la marineria. És personal de la mestrança del vaixell i és el responsable directe d'executar les següents responsabilitats:
- vigilar sobre la conservació dels aparells de la nau i proposar al capità les reparacions que cregui necessàries
- arreglar el bon ordre del carregament
- tenir la nau expedita per a les maniobres que exigeix la navegació
- mantenir l'ordre, la disciplina i el bon servei de la tripulació, demanant al capità les ordres i instruccions que estimi més convenients i donant-li avís ràpid i puntual de qualsevol acció en què sigui necessària la intervenció de la seva autoritat
- detallar a cada mariner, d'acord amb les mateixes instruccions, el treball que hagi de fer a bord i vigilar que l'exerceixi degudament
- encarregar-se de l'inventari, quan es desarmi la nau, de tots els seus aparells i pertrets, cuidant de la seva conservació i custòdia tret que per ordre del navilier sigui rellevat d'aquest encàrrec
- per impossibilitat o inhabilitació del capità i del pilot, succeir en el comandament i responsabilitat de la nau.[1]

Fins a la dècada de 1940, els "nostramos" de la Marina militar espanyola equivalien més o menys als sergents i brigades de l'exèrcit de terra. El tractament propi dels contramestres és nostramo.

## Influència en havaneres
A l'havanera El meu avi, el nostramo hi té un rol reconegut:
" .. El timoner i el nostramo i catorze mariners.."